# Boletín de Medicina, Cirugía y Farmacia
Boletín de Medicina, Cirugía y Farmacia fue una revista española de medicina, publicada entre 1834 y 1853 en Madrid.

## Historia
Fundada en 1834 en Madrid, está encuadrada dentro del inicio del periodismo médico en España. Tuvo dos épocas diferenciadas: 1834-1850 y 1851-1853. En su publicación intervinieron nombres como los de Manuel Codorniu y Ferreras, Mariano Delgrás, Antonio Ortiz de Traspeña, Serapio Escolar o Francisco Méndez Álvaro, además de Anastasio Chinchilla, Simón Bruguera y Rivas, Francisco Javier Bages y Canals, Pedro Rino y Hurtado o José Ferrer y Garcés, entre otros. En 1854 se fusionó con La Gaceta Médica para dar lugar a El Siglo Médico.